# Campeonato Mundial de Ciclismo en Pista de 1983
El LXXX Campeonato Mundial de Ciclismo en Pista se celebró en Zúrich (Suiza) entre el 23 y el 28 de agosto de 1983 bajo la organización de la Unión Ciclista Internacional (UCI) y la Federación Helvética de Ciclismo.
Las competiciones se realizaron en Velódromo de Zúrich Oerlikon. En total se disputaron 14 pruebas, 12 masculinas (5 profesionales y 7 amateur) y 2 femeninas.

## Medallistas

### Masculino profesional
| Evento                 | Oro                     | Plata                     | Bronce                        |
| ---------------------- | ----------------------- | ------------------------- | ----------------------------- |
| Velocidad individual   | Koichi Nakano Japón     | Yavé Cahard Francia       | Ottavio Dazzan · Italia       |
| Persecución individual | Steele Bishop Australia | Robert Dill-Bundi · Suiza | Hans-Henrik Ørsted Dinamarca  |
| Carrera por puntos     | Urs Freuler · Suiza     | Guido Bontempi · Italia   | Gary Sutton Australia         |
| Keirin                 | Urs Freuler · Suiza     | Daniel Clark Australia    | Gilbert Hatton Estados Unidos |
| Medio fondo            | Bruno Vicino · Italia   | René Kos · Países Bajos   | Martin Havik · Países Bajos   |

### Masculinoamateur
| Evento                  | Oro                                                            | Plata                                                         | Bronce                                                               |
| ----------------------- | -------------------------------------------------------------- | ------------------------------------------------------------- | -------------------------------------------------------------------- |
| Velocidad individual    | Lutz Heßlich RDA                                               | Serguei Kopylov URSS                                          | Michael Hübner RDA                                                   |
| Persecución individual  | Viktor Kupovets URSS                                           | Bernd Dittert RDA                                             | Dainis Liepiņš URSS                                                  |
| Persecución por equipos | RFA Rolf Gölz Roland Günther Gerhard Strittmatter Michael Marx | RDA Carsten Wolf Mario Hernig Bernd Dittert Hans-Joachim Pohl | Checoslovaquia Pavel Soukup Aleš Trčka František Raboň Robert Štěrba |
| 1 km contrarreloj       | Serguei Kopylov URSS                                           | Gerhard Scheller RFA                                          | Lothar Thoms RDA                                                     |
| Carrera por puntos      | Michael Markussen Dinamarca                                    | Hans-Joachim Pohl RDA                                         | Ivan Romanov URSS                                                    |
| Medio fondo             | Rainer Podlesch RFA                                            | Mattheus Pronk · Países Bajos                                 | Walter Baumgartner · Suiza                                           |
| Tándem                  | Francia Philippe Vernet Franck Dépine                          | Checoslovaquia Ivan Kučírek Pavel Martínek                    | RFA Fredy Schmidtke Dieter Giebken                                   |

### Femenino
| Evento                 | Oro                              | Plata                           | Bronce                    |
| ---------------------- | -------------------------------- | ------------------------------- | ------------------------- |
| Velocidad individual   | Connie Paraskevin Estados Unidos | Claudia Lommatzsch RFA          | Isabelle Nicoloso Francia |
| Persecución individual | Connie Carpenter Estados Unidos  | Cynthia Olavarri Estados Unidos | Jeannie Longo Francia     |

## Medallero
| Núm. | País           | Oro | Plata | Bronce | Total |
| ---- | -------------- | --- | ----- | ------ | ----- |
| 1    | RFA            | 2   | 2     | 1      | 5     |
| 2    | URSS           | 2   | 1     | 2      | 5     |
| 3    | Estados Unidos | 2   | 1     | 1      | 4     |
| 3    | Suiza          | 2   | 1     | 1      | 4     |
| 5    | RDA            | 1   | 3     | 2      | 6     |
| 6    | Francia        | 1   | 1     | 2      | 4     |
| 7    | Australia      | 1   | 1     | 1      | 3     |
| 7    | Italia         | 1   | 1     | 1      | 3     |
| 9    | Dinamarca      | 1   | 0     | 1      | 2     |
| 10   | Japón          | 1   | 0     | 0      | 1     |
| 11   | Países Bajos   | 0   | 2     | 1      | 3     |
| 12   | Checoslovaquia | 0   | 1     | 1      | 2     |
|      | TOTAL          | 14  | 14    | 14     | 42    |